# Бакладжъ
„Бакладжъ“ (на турски: Baklacı) е квартал в район „Бейкоз“ в Истанбул, Турция. Намира се в анадолската част на града и граничи с кварталите „Йенимахале“, „Чифтлик“ и „Явузселим“, както и с районите „Юмрание“ и „Чекмекьой“ на юг. Има брегова линия до язовир „Eлмалъ“.